# Katarsis
A Katarsis egy litván post-punk együttes, amely 2020-ben alakult. Ők képviselték Litvániát a 2025-ös Eurovíziós Dalfesztiválon, Bázelben Tavo akys című dalukkal.

## Történet
A zenekart Lukas Radzevičius frontember kezdeményezésére alapították 2020-ban, és a litván könnyűzenében a post-punk és alternatív rock hangzásvilágú dalaikkal tűntek ki. Az áttörést a Vasarą galvoj minoras című kislemez hozta meg számukra, amely a nyár iránti nosztalgiát állítja középpontba. A dal eredetileg 2020 októberében jelent meg, de csak a következő nyári szezonban vált virálissá, mellyel feljutottak a Singlų Top 100 listájára, ahol 2022 februárjában a legjobb tíz közé is bekerült. A Vasarą galvoj minoras több mint fél évet töltött a litván top 40-ben, és az AGATA arany minősítéssel látta el, miután a digitális platformokon több mint 2,5 millió lejátszást ért el Litvániában.
A Dausos című debütáló EP felvételei 2023 telén kezdődtek meg. Az öt dalt tartalmazó lemez népzenei elemeket is magában foglal és 2024 májusában került kereskedelmi forgalomba, amelyet egy vilniusi koncerttel népszerűsítettek.
2024. december 11-én az LRT bejelentette, hogy az együttes résztvevője lesz a 2025-ös Eurovizija.LT nemzeti válogatónak. Tavo akys című versenydalukat a február 1-jei negyedik elődöntőben adták elő először, ahonnan az első helyen továbbjutottak a döntőbe. A február 15-én rendezett döntőben a szakmai zsűri és a nézők szavazatai által továbbjutottak a szuperdöntőbe, ahol megnyerték a válogatóműsort és így képviselhették hazájukat az Eurovíziós Dalfesztiválon. A verseny május 15-én rendezett második elődöntőjéből hatodik helyezettként jutottak tovább a döntőbe, ahol végül a tizenhatodik helyen végeztek.

## Tagok
Jelenlegi
- Lukas Radzevičius – énekes
- Emilija Kandratavičiūtė – basszusgitár
- Alanas Brasas – gitár
- Jokūbas Andriulis – dob

Korábbiak
- Andrius Gruodis
- Eivin Laukhammer

## Diszkográfia

### EP-k
- 2024 – Dausos

### Kislemezek
- 2020 – Niekas
- 2020 – Vasarą galvoj minoras
- 2022 – Rasa
- 2022 – Des
- 2023 – Lapų šlamesiai išblaškė miegą/Ėda
- 2023 – Būsi
- 2023 – Praradau tave
- 2024 – Pamiršau žiūrėt į paukščius
- 2024 – Dingo
- 2021 – Vasarą galvoj minoras
- 2025 – Tavo akys
- 2025 – Kas man be jūros